# 하마스
하마스(아랍어: حماس, Hamas), 또는 정식 명칭 이슬람 저항 운동(아랍어: حركة المقاومة الاسلامية)은 팔레스타인의 수니파 이슬람주의 및 민족주의 정당이자 준군사조직이다. 이스라엘에 저항하는 팔레스타인 무장 투쟁을 주도하고 있으며, 미국, 캐나다, 유럽 연합, 이스라엘은 하마스를 테러 단체로 규정하는 반면 시리아, 조선민주주의인민공화국, 베네수엘라, 파키스탄, 중화인민공화국, 이란, 러시아, 튀르키예, 및 기타 아랍 국가들은 하마스를 지지하는 입장을 취한다. 오스트레일리아 등 일부 국가들은 하마스의 무장조직인 이즈 아드 알 카삼 여단(Izz ad-Din al-Qassam Brigades)만을 테러단체로 규정하기도 한다.
2006년 팔레스타인 총선에서 이스라엘과의 평화 공존책인 양국 방안을 지지하던 종래의 집권여당 파타를 누르고 승리하였고 이후 파타와의 권력 분쟁 끝에 파타는 서안 지구, 하마스는 가자 지구에서 집권하게 되었다.

## 명칭
당명인 '하마스'는 하라카툴 무까와마틸 이슬라미야(아랍어: حركة المقاومة الاسلامية)의 아랍어 머리글자로서 "이슬람 저항 운동"을 뜻하는 동시에 아랍어에서 "힘"과 "열정"을 뜻하는 말이기도 하다.

## 역사

### 창당
팔레스타인의 대 이스라엘 무장 투쟁인 '제1차 인티파다'가 일어난 1987년에 팔레스타인 민중들의 행복을 깨뜨린 이스라엘의 차별과 폭력을 경험한 민중지식인들인 아메드 야신 등이 결성했다.

### 성격
급진 이슬람 원리주의적인 성격으로 인한 이스라엘 강경노선으로 팔레스타인의 지지를 얻고 있으나, 반대로 이것이 주변 아랍국들의 경계심을 불러일으키고 있기도 하다. 이는 이스라엘의 가자지구 침공에 대한 주변 아랍국들의 지원이 미비했던 게 원인이었다.

### 목적
결성 초기인 1987년에는 요르단강 서안 지구, 가자 지구에서 이스라엘을 완전히 몰아내고 팔레스타인 전역에 이슬람 국가를 세우는 것을 목표로 했다. 그러나 2009년 7월 하마스의 정부 지도자 칼레드 메샬은 하마스는 1967년 국경을 기초로 한 팔레스타인 국가를 포함하는 결의안을 위해 협력할 의사가 있다고 말했으며, 여기에는 팔레스타인 난민들이 이스라엘로 돌아갈 권리를 갖고 동예루살렘이 새 팔레스타인 국가의 수도가 되는 것을 보장할 것도 요구하였다.

### 대 이스라엘 무장 투쟁
무장조직인 알 카삼 여단은 1993년부터 2006년까지 이스라엘에 대하여 로켓 공격 및 자살 폭탄을 포함하는 무장 투쟁을 벌였으며 이스라엘 군의 전초기지나 국경지대를 공격, 또는 팔레스타인 영토 내의 다른 경쟁 무장조직과 충돌하기도 했다.

### 2006년 선거에서의 압승
이러한 투쟁 방향은 PLO의 평화적 외교의 실패와 맞물려 2006년 2월에 있었던 팔레스타인 자치 정부 총선거에서 유권자의 지지를 받아 큰 압승을 하도록 하였다. 이스라엘군의 거주와 이전의 자유 제한 등으로 인권을 억압받던 팔레스타인 민중의 불만이 이스라엘에 반대하는 하마스에 대한 지지로 표현된 것이다.

### 2007년 가자 점령
이후 팔레스타인국은 파타당 정부와 가자지구의 하마스 정부로 분열된다.

### 2014년 가자 전투
2014년 7월 이스라엘 청년 3명이 살해되어 이스라엘군이 팔레스타인 청년을 죽임으로써 생긴 분쟁이다. 50일간의 전투 끝에 이집트의 중재로 끝이 났고, 하마스와 이스라엘군 모두 피해를 입었으며 이후 여러 나라들이 하마스를 테러단체로 지정하였다.

## 같이 보기
- 아랍-이스라엘 분쟁
- 이스라엘-팔레스타인 분쟁
  - 가자-이스라엘 분쟁
- 가자지구
- 칼레드 마샬
- 인티파다